# Jorge Retz
Jorge Retz (Düsseldorf, ducado de Berg, Sacro Imperio en 1717 –  8 de abril de 1773, Tréveris, Electorado de Tréveris, Sacro Imperio) fue un misionero católico y jesuita alemán.
Desempeño su labor misional en la península de la Baja California en la Nueva España, siendo el primer misionero establecido en actual estado de Baja California (norte), y primer enólogo en la misión de Santa Gertrudis la Magna hasta la expulsión de los jesuitas del imperio español.

## Primeros años
Jorge ingresó a la Compañía de Jesús a los 16 años, el 20 de octubre de 1733. Siendo ya jesuita, se desempeñó como como maestro de Humanidades en Austria y Alemania. Se inscribió candidato a misionero para la Nueva España.
Fue enviado a misionar al nuevo mundo a donde llegó en 1750, donde fue asignado a a la Península de Baja California, en donde en 1751 llegó al Valle de Vizcaíno en la Misión de San Ignacio Kadakaamán, siendo vicario del padre Fernando Consag, mientras aprendía la lengua de los naturales de la zona, el cochimí, apoyado por el Padre Franz Inama.

## En Santa Gertrudis la Magna
El 15 de julio de 1752 fue asignado a trasladarse unos 140 km al norte al lugar en donde se habían erigido una de las primeras construcciones, la nueva misión de Santa Gertrudis la Magna, asunto que lo alegró por tratarse de la misión la cual tenía un nombre tenía que ver con una santa originaria de su natal Alemania. 
Retz apoyó a Consag en exploraciones y estudios cartográficos. Luego, Consag envió con Retz, a un pequeño grupo de indígenas dirigidos por un indio ciego convertido al cristianismo, de gran inteligencia y de bastante buena reputación, de nombre Andrés Comanají, para que hicieran las primeras construcciones de lo que sería la misión de Santa Gertrudis, como iglesia, casa, almacén y algunos aposentos que provisionalmente podían servir para el establecimiento inicial. 
A los dos meses, los indígenas encontraron ya un sitio cercano amigable y propicio para ser labrado y algo de agua para su riego, lo que le permitió sembrar maíz y trigo. Retz contó con el trabajo de hasta 600 indígenas, aunque luego llegó a contar con una comunidad de 1700 almas. 
Mientras se obtenían las primeras cosechas, fueron apoyados por el padre Consag quien proveía los granos para la nueva misión, así como los bastimentos para su traslado desde San Ignacio, en tanto que de otras misiones vecinas se recibieron algunas cabezas de ganado mayor y menor, y caballada suficiente para iniciar la cría de hatos propios. La hermandad misional era regla general en California y una realidad. 
Siendo misionero de Santa Gertrudis, el padre Retz envió al padre Miguel del Barco, de la Misión de San Francisco Javier de Viggé-Biaundó, parte de una quijada para colaborar con la investigación que este padre hizo sobre la hipótesis de la existencia hombres de gran estatura en Baja California, lo que denota su curiosidad por la antropología y su afición al estudio. Lo anterior se corrobora con la existencia de 100 volúmenes que llegó a tener la biblioteca de la misión, número que hoy podría parecer pequeño, pero dadas las circunstancias de tiempo y lugar debe percibirse como un esfuerzo importante que hicieron los sacerdotes por promover la cultura y combatir con la lectura, el tedio y ocio a enajenante.
El padre Retz y los cochimís tuvieron que traer tierra más fértil de otros lugares, pues el terreno era duro y rocoso; acarreaban tierra desde donde la encontraban, generalmente de abajo de los matorrales grandes y arbustos, e iban cubriendo los espacios de roca o los cauces secos del arroyo en donde las avenidas del agua habían arrastrado el suelo trabajable. Por otro lado, el agua con que regaban era llevada al pequeño terreno labrantío, para lo cual se abrió a fuerza de barras, la zanja en piedra viva. Este espacio que se trabajó con tantas dificultades para la siembra, se fue ampliando y mejorando al grado de que casi siempre, el padre Retz tenía suficiente maíz y trigo para alimentar a los indios de la misión. 
Retz en 1752 inició la construcción del templo. Jorge fue un hombre innovador, perseverante, muy trabajador, pues llegó a sembrar dos cosechas en un año: el trigo en octubre, para cosecharse en mayo; luego se quemaba el rastrojo, se abonaba la tierra con estiércol, se araba, se regaba, y luego se sembraba el maíz que se cosechaba a fines de septiembre. Quien conozca la zona quizás pueda decir que no es cierto, por lo seco y árido del clima y terreno.
Además de granos, se plantaron higueras, granados, olivos, duraznos y el viñedo con cuyos frutos se fabricaba vino, el cual se almacenaba en unas tinajas pétreas rectangulares, las que se cubrían con tablones que se sellaban con cuero de res y látex de pitahaya. 
La dedicación de los jesuitas produjo sus frutos, muchos cochimíes aprendieron no sólo los rezos y cantos religiosos, sino también a fabricar jabón, velas, guarniciones para las cabalgaduras, así como queso y piloncillo. 
Jorge recibió en Santa Gertrudis al también misionero y explorador Wenceslao Linck en 1762, cuando en la misión eran 1735 cochimis. Jorge fue un conocedor del paraje de Adac que había descubierto por el aviso de los naturales en 1758, que había un aguaje de agua caliente y un pequeño arroyo y envía de misión a Linck para que fundará la misión de San Francisco Borja de Ádac construyendo el primer edificio de adobe en 1762. 
Años después, fue trasladado unos 100 km al norte a la misión de San Francisco de Borja que, aunque Santa Gertrudis no tenía alimentos para compartirle, pero sí cooperaba ayudando con bestias de refresco a la recua que venía con carne seca desde el mucho más al norte, de la Misión de Nuestra Señora de Guadalupe del Norte. Allá bautizó unos 300 indígenas facilitando el posterior trabajo de Linck.  

## Expulsión de Jesuitas
El padre Jorge Retz fue expulsado de la península después de 16 años de trabajo misional, dejando una herencia cultural importante, junto con sus compañeros jesuitas, Francisco Ducrue, Juan Jacobo Baegert, Juan Xavier Bischoff, Lamberto Hostell, Francisco Inama, Wenceslao Lick e Ignacio Tirsch para dar cumplimiento al decreto de Carlos III. El día 3 de febrero de 1768 por la mañana el padre Jorge Retz tuvo a su cargo una de las dos misas que al final se dijeron, y sus compañeros recibieron la Sagrada Eucaristía. 
Poco después Santa Gertrudis quedó a cargo del franciscano fray Dionisio Basterra, quien a su vez fue relevado por el padre Gregorio Amurrio. En 1769 el padre fray Junípero Serra, encargado de los misioneros franciscanos, pasó la Semana Santa en Santa Gertrudis, y tal vez por esa razón aún se venera en la capilla la imagen del beato que llegaría a fundar numerosas misiones en la Alta California.
Al recibir los franciscanos la misión de los jesuitas, fray Francisco Palou informó que había granados, higueras y olivos entre otros frutales; respecto a sus habitantes, señaló que sólo cuarenta familias vivían en la misión, haciendo un total de ciento setenta y cuatro almas. De ganado había 68 cabezas de ganado, 27 crías, 51 caballos, garañones mulas y potrillos, 81 yeguas, 140 ovejas, 470 cabras, y todo esto sin contar el numeroso ganado alzado que se mantenía en el monte hacia la vertiente occidental de la sierra.
El resto de la numerosa población se encontraba distribuida en siete rancherías, quienes vivían de la caza y la recolección, siendo la más importante la llamada Purificación, o Kagin en lenguaje cochimí, que era habitada por ciento sesenta y tres indígenas.
Una avenida en Mexicali lleva su nombre.